# I predoni della città
I predoni della città (Abilene Town) è un film western americano del 1946 diretto da Edwin L. Marin e interpretato da Randolph Scott, Ann Dvorak, Edgar Buchanan, Rhonda Fleming e Lloyd Bridges. È l'adattamento dal romanzo di Ernest Haycox del 1941 "Trail Town" ed è ambientato nella città di Abilene, Kansas nel 1870. 

## Trama
Negli anni successivi alla Guerra Civile, lo stato del Kansas è sempre più diviso fra forze economiche e sociali opposte. I coloni si stanno spostando verso l'ovest e, appunto, il Kansas, cercando di dare inizio ad una nuova vita, e la loro crescente presenza si scontra con gli interessi commerciali consolidati dei mandriani, che si erano stabiliti nella regione prima della guerra. Abilene, una grande città e snodo del commercio di bestiame, è sull'orlo di un conflitto armato tra i mandriani e i coloni. Il marshall della città, Dan Mitchell (Randolph Scott), si sforza di mantenere la pace tra questi due gruppi e di garantire la convivenza, per quanto difficile, tra i cittadini di Abilene e gli allevatori con i loro numerosi cowboy. Per anni, la città è stata letteralmente divisa, con i mandriani che occupavano un lato della strada principale e i cittadini che si erano, invece, stabiliti, sul lato opposto. A Mitchell va bene così; gli rende le cose più facili e impedisce che insorgano pericolosi scontri tra le due fazioni. Tuttavia, quando i coloni decidono di occupare anche parte della città di competenza dei mandriani, l'equilibrio esistente viene sconvolto e sfocia in una resa dei conti mortale.
Il capo dei coloni è Henry Dreiser (Lloyd Bridges), un giovane tranquillo e dotato di buon senso. Lo sceriffo della contea , "Bravo" Trimble (Edgar Buchanan), è un uomo di legge che preferisce giocare a carte piuttosto che farsi coinvolgere da qualsiasi tipo di disordine reale o potenziale nella città. È quindi Mitchell a doversi preoccupare di prevenire l'imminente conflitto. E questo mentre si trova davanti ad un bivio nella sua vita personale, essendo diviso tra Rita (Ann Dvorak), un'affascinante showgirl che lavora sul lato della strada dei mandriani, e Sherry (Rhonda Fleming), la timida e religiosa figlia di un negoziante dall'altra parte della strada.